# Star (David Bowie)
Star è un brano musicale scritto dall'artista inglese David Bowie, settima traccia dell'album The Rise and Fall of Ziggy Stardust and the Spiders from Mars del 1972.

## Il brano
Il pianoforte di Mick Ronson introduce un momento determinante della storia di Ziggy Stardust, la riflessione su come "varrebbe la pena di fare qualsiasi cosa pur di diventare una rockstar". Il raggiungimento dello status di stella del rock viene visto quasi come un tipo di salvezza e da questo punto di vista la canzone, per la quale Bowie ha ammesso di aver "preso in prestito" il coro d'accompagnamento da Lovely Rita dei Beatles, garantisce un nesso narrativo nell'album tra il malinconico ritratto di Lady Stardust e la megalomania autoreferenziale della successiva Hang On to Yourself. Al di là dei percorsi narrativi dell'album il brano ricalca le fantasie di molti adolescenti e probabilmente dà voce alla frustrazione dello stesso Bowie per non aver sfruttato a pieno le sue potenzialità:
David Stopps, manager del Friars Club di Aylesbury dove nel 1972 Bowie tenne alcune delle prime serate dello Ziggy Stardust Tour, ha raccontato che l'anno precedente, prima di essere inclusa nell'album la canzone era stata offerta ad una band di Princes Risborough chiamata Chameleon. Un demo registrato ai Radio Luxemburg Studios di Londra, battuto all'asta da Christie's nel 2000, venne perciò inviato al cantante della band Les Payne, il quale voleva che a produrre Star fosse proprio David Bowie. Per contro, la Chrysalis Records impose un "vero" produttore, col risultato che l'incisione non fu mai effettuata.
Così come per altri brani dell'album, il demo era molto diverso dalla versione definitiva nello stile e nei contenuti oltre che nel titolo (Rock & Roll Star). Tra le differenze nel testo c'è il verso iniziale «Tony went to fight in Belfast, Rudi stayed at home to starve» («Tony è andato a combattere a Belfast, Rudi è rimasto a casa a intristire»), che in origine recitava «If someone had the sense to hear me, if someone had the time to see» («Se qualcuno avesse il buon senso di ascoltarmi, se qualcuno avesse il tempo per vedere»).

## Formazione
- David Bowie - voce, chitarra
- Mick Ronson - chitarra, pianoforte, cori
- Trevor Bolder - basso
- Mick Woodmansey - batteria

## Stardal vivo
Il brano non venne eseguito dal vivo fino allo Stage Tour 1978 e dopo il Serious Moonlight Tour 1983, nel quale rappresentava spesso il numero d'apertura dopo una breve introduzione tratta da The Jean Genie, non è più stata proposta nei concerti.

## Pubblicazioni
Una versione live di Star, la stessa presente nell'album Stage, venne pubblicata in un maxi singolo promozionale negli Stati Uniti nel 1978.

## Cover
Tra gli artisti che hanno pubblicato una cover di Star:
- i Suran Song in Stag in Pure Agitator del 1999
- Billy Bragg nel boxset Billy Bragg, Vol. 1 del 2006
- i Frankenstein 3000 in Hero - The MainMan Records Tribute to David Bowie del 2007
- Techno Cowboy in The Ziggy Stardust Omnichord Album del 2009
- i Cuff the Duke nell'EP In Our Time Part II del 2013